# 勝弦峠
勝弦峠（かっつるとうげ）は、長野県岡谷市にある、塩嶺を越えて塩尻市北小野勝弦へと抜ける峠。標高は資料・文献によって995メートルから1096メートルまでばらつきがある。
国道20号から分岐した塩嶺王城パークラインは岡谷市の鳥居平やまびこ公園から塩嶺を尾根伝いに走っており、この峠と南の小野峠を通過して辰野町のしだれ栗森林公園までを結んでいる。
天文17年（1548年）に信濃守護小笠原長時を武田晴信が奇襲した、通称塩尻峠の戦いの舞台とされ、近年では「勝弦峠の戦い」という呼称も用いられつつある。

## 峠周辺
- 鳥居平やまびこ公園
- 信州塩尻農業公園チロルの森
- みどり湖
- しだれ栗森林公園